# Bibliothèque commémorative Mamma-Haïdara
La Bibliothèque commémorative Mamma-Haidara est une bibliothèque de manuscrits située à Tombouctou. Elle a été créée par Abdoul Kader Haïdara, ancien directeur de l'Institut des hautes études et des recherches islamiques Ahmed-Baba afin de protéger le fond familial de manuscrit.

## Histoire
Moḥammed al-Maouloud, un ancêtre direct d'Abdoul Kader Haïdara, le gestionnaire actuel de la bibliothèque, fonde au XVIe siècle la collection en réunissant les premiers manuscrits dans le village de Bamba, situé à 200 km de Tombouctou. C’est l’époque de la dynastie des Askia de l’Empire songhaï. Tombouctou forme alors l’un des principaux centres intellectuels et spirituels du monde musulman jusqu’à son invasion par le Maroc en 1591, lors de laquelle nombre de manuscrits sont pillés. Depuis cette invasion et jusqu’aux dernières décennies, les habitants de la région avaient pris l'habitude de dissimuler les manuscrits qu’ils possèdent, rendant complexe leur rassemblement en une collection.
Au début du XXe siècle, Mamma Haïdara, à qui la collection initiée par Moḥammed al-Maouloud est confiée, entreprend une série de voyages, notamment jusqu’à Alexandrie, Khartoum et Sokoto,. Il enrichit la collection de façon considérable, rassemblant manuscrits et livres imprimés, et déménage celle-ci de Bamba à Tombouctou. À sa mort en 1981, la collection est confiée à l'un de ses fils, Abdoul Kader Haïdara, qui en est toujours aujourd'hui le conservateur.
En 1996, le ministère de la culture du Mali autorise la construction d'une bibliothèque privée pour favoriser la conservation, la restauration et l'accès à cette collection. Le projet obtient en 1997, un financement de la Mellon Foundation de New York. Le bâtiment de la Bibliothèque commémorative Mamma-Haïdara est inauguré en janvier 2000 et la bibliothèque devient opérationnelle quatre mois plus tard.
Pillages, sécheresses, incendie, effondrements, insectes, eau de pluie, poussière et déménagements ont provoqué des dommages parfois irréparables à la collection au fil des siècles.
En 2012, des rebelles touaregs, puis des djihadistes prennent le contrôle de Tombouctou, obligeant Abdoul Kader Haïdara à déménager dans la précipitation une part importante de la collection à Bamako pour la protéger du pillage et de la destruction.

## Collection
La collection comporte quelque 42 000 manuscrits, dont 4023 ont été catalogués par la Al-Furqan Islamic Heritage Foundation. Certains manuscrits ont été numérisés et rendus publics : 6815 d'entre eux l'ont été par la Virtual Hill Museum and Manuscript Library, 33 par la Bibliothèque numérique mondiale et 29 par la Library of Congress.
Les manuscrits contenus dans la collection traitent de sujets très variés. Une grande partie traite de l'islam et comprend des hadiths, des biographies de Mahomet, des corans et des traités sur l’unicité de dieu ou le soufisme. Une autre partie comprend des manuscrits traitant des sciences, de la médecine, des droits humains, d’histoire, et de littérature, etc. Il y a aussi des lettres échangées par des commerçants, des érudits et des dirigeants, ainsi que de la poésie et des journaux intimes.
Ces manuscrits sont écrits sur différents supports : parchemin, papier, omoplate de chameau, peau de mouton, vélin d’antilope ou peau de poisson. Leur conservation n’est pas simple. Plusieurs ont été endommagés avec le temps, d’autres par les conditions de transfert à Bamako, dont le climat est plus humide qu’à Tombouctou. Un plan de sauvegarde a été mis sur pied en 2004 par l’Institut des hautes études et de la recherche islamique Ahmed Baba (IHERIAB).
Ces manuscrits sont une mine d’or pour connaitre l’histoire de l’Afrique précoloniale : son histoire climatique, commerciale, médicinale, etc., histoire que l'on croyait disparue faute de documents écrits. De plus, l’étude des traités religieux pourrait mettre en lumière les aspects égalitaires, tolérants et inclusifs de l'islam subsaharien.